# 萩野芳夫
萩野 芳夫（はぎの よしお、1929年5月14日 -2025年３月21日）は、日本の法学者。

## 人物・来歴
香川県生まれ。1952年京都大学法学部(旧制)卒業。1982年「外国人規制権の根拠と限界 アメリカ合衆国移民国籍法を素材に」で法学博士。高知短期大学、滋賀大学助教授、鹿児島大学助教授、南山大学教授、サン・カルロス大学、セブ大学を経て関東学院大学大学院法学研究科教授、2006年退職。

## 著書
- 『沖縄における人権の抑圧と発展』成文堂, 1973
- 『外国人の人権』(入門新書. 時事問題解説 教育社, 1979.7
- 『基本的人権の研究 日本国憲法と外国人』法律文化社, 1980.6
- 『国籍・出入国と憲法 アメリカと日本の比較』勁草書房, 1982.2
- 『憲法講義・人権』法律文化社, 1994.9
- 『判例研究外国人の人権 国籍・出入国・在留・戦後補償』明石書店, 1996.4
- 『憲法概説』法律文化社, 2001.2
- 『フィリピンの社会・歴史・政治制度』 (明石ライブラリー 明石書店, 2002.5

### 共著編
- 『憲法学 1 人権の基本問題. 1』共著(有斐閣双書) 1976
- 『教養法学』編. 法律文化社, 1976
- 『法学と憲法』編. 法律文化社, 1981.4
- 『外国人と法』編著. 明石書店, 2000.3
- 『アジア憲法集』畑博行, 畑中和夫共編. 明石書店, 2004.12

## 論文
- <萩野芳夫